# LNG-Terminal Stade

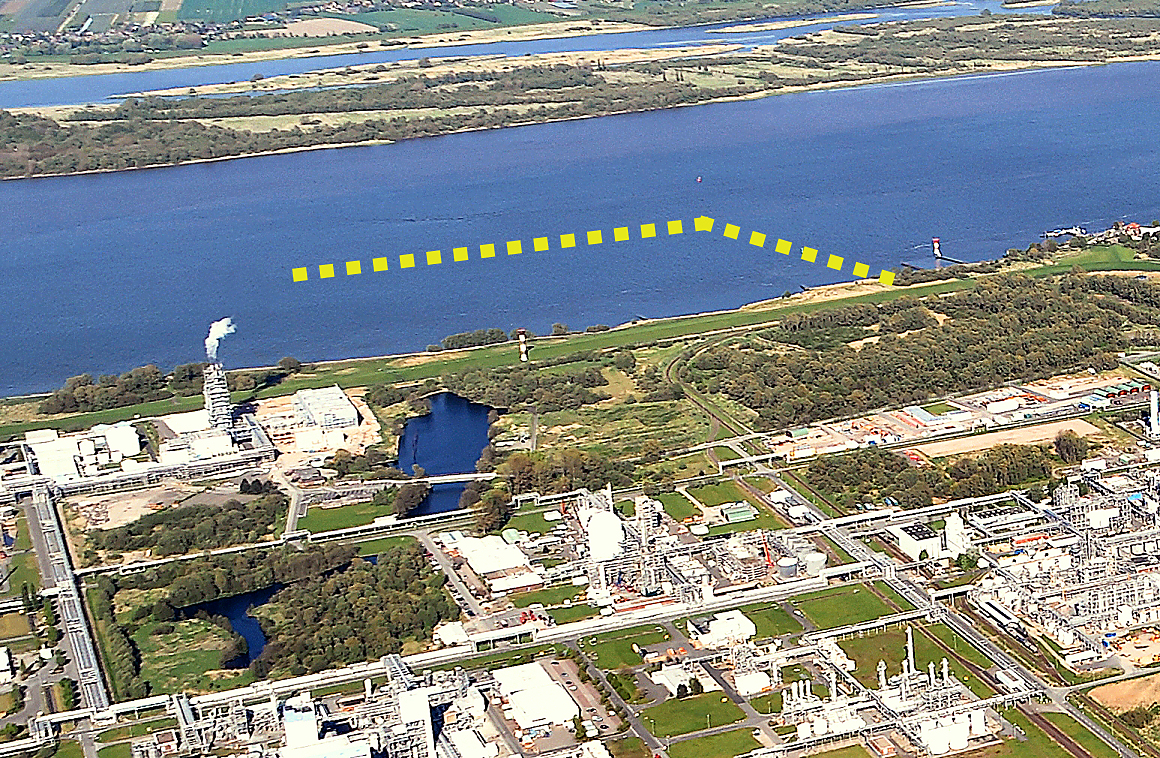
Lokalisering av LNG-Terminal Stade i Elbe

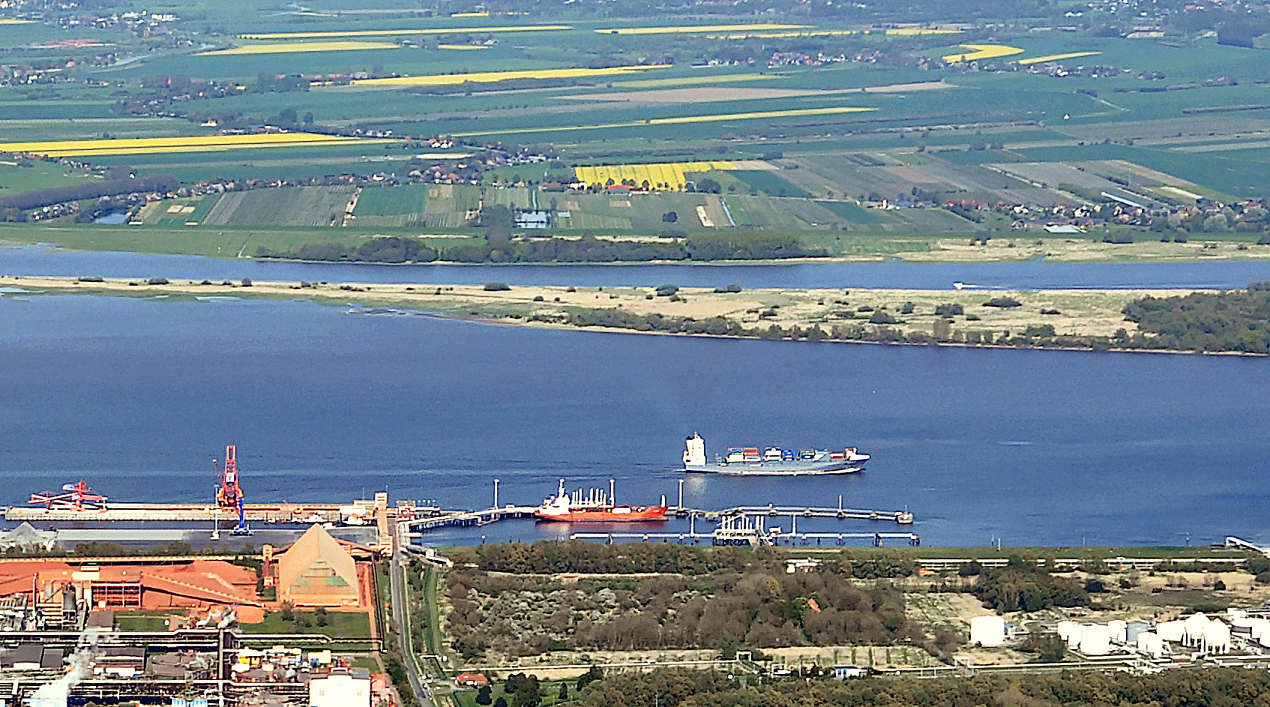
Seehafen Stade, där en stationär LNG-terminal ska byggas. I bakgrunden ön Bishorster Sand i Elbe.

LNG-Terminal Stade är en tysk flytande LNG-terminal i Elbe vid Stade i Niedersachsen, som är under uppförande och beräknas tas i drift vid slutet av 2023. Samtidigt uppförs i Stade en permanent LNG-terminal, vilken beräknas tas i drift 2026. Projektet genomförs av konsortiet Hanseatic Energy Hub med stöd av förbundsregeringen och av delstatsregeringen i Niedersachsen. 

## Bakgrund
Före Rysslands invasion av Ukraina 2022, importerade Tyskland ungefär hälften av sin förbrukning av naturgas från Ryssland. Landet hade vid denna tidpunkt ingen importterminal för flytande naturgas. Importen av rysk gas ströps efter hand under året, och den tyska förbundsregeringen tog initiativ till en kraftig utbyggnad av importkapaciteten av naturgas genom anläggande av flytande LNG-terminaler. Under senare delen av 2022 hade projekt igångsatts för sex flytande LNG-terminaler, varav två i Wilhelmshaven, två i Deutsche Ostseeterminal i Lubmin, en i Brunsbüttel samt en i Stade.

## Beskrivning
Projektet genomförs av konsortiet Hanseatic Energy Hub, med bland andra kemiföretaget Dow Chemical och det belgiska gastransportföretaget Fluxys. Den flytande LNG-terminalen anläggs omkring 1,5 kilometer söder om Seehafen Stade av det delstatliga företaget Niedersachsen Ports och finansieringen garanteras av förbunds- och delstatsregeringarna. Terminalen beräknas vara färdig mot slutet av 2023.
Planering av en permanent importterminal påbörjades 2018 och planen framlades offentligt i februari 2022.
Energiföretaget Uniper har för bland annat detta projekt långtidschartrat FSRU Transgas Force och ESRU Transgas Power från det grekiska rederiet Dynagas.